# Platygenia barbata
Platygenia barbata är en skalbaggsart som beskrevs av Adam Afzelius 1817.
Platygenia barbata ingår i släktet Platygenia och familjen Cetoniidae. Inga underarter finns listade i Catalogue of Life.